# Сільвана Станко
Сільвана Станко (італ. Silvana Stanco; 6 січня 1993, Цюрих, Швейцарія) — італійська стрільчиня, срібна призерка Олімпійських ігор 2024 року.

## Виступи на Олімпіадах
| Олімпіада  | Дисципліна | Місце |
| ---------- | ---------- | ----- |
| Токіо 2020 | трап       | 5     |
| Париж 2024 | трап       | 2     |